# سینتیا نیکسون
سینتیا اِلِن نیکسون (انگلیسی: Cynthia Ellen Nixon؛ زادهٔ ۹ آوریل ۱۹۶۶) بازیگر آمریکایی است. به‌دلیل ایفای نقش میراندا هابس در سریال شبکهٔ اچ‌بی‌او سکس و شهر (۱۹۹۸–۲۰۰۴) مشهور شد.

## زندگی خصوصی
وی دوجنس‌گرا است و در سال ۲۰۱۲ با زنی به نام کریستین ماریونی ازدواج کرده است.

## بخشی از فیلمشناسی

### سینمایی
- ۱۹۸۰ - عزیزان کوچک
- ۱۹۸۱ - شاهزاده شهر
- ۱۹۸۴ - آمادئوس (فیلم)
- ۱۹۸۶ - پروژه منهتن (فیلم)
- ۱۹۹۳ - پرونده پلیکان (فیلم)
- ۱۹۹۳ - ارزش‌های خانواده آدام
- ۱۹۹۴ روز گردش بچه
- ۱۹۹۶ - اتاق ماروین
- ۲۰۰۲ - ایگبی به پایین می‌رود
- ۲۰۰۵ - یه چیز دیگه
- ۲۰۰۸ - زندگی لایم
- ۲۰۰۵ - منهتن کوچک
- ۲۰۱۰ - سکس و شهر ۲
- ۲۰۱۴ - طبقه پنجم
- ۲۰۱۵ - جیمز وایت (فیلم)
- ۲۰۱۵ - استکهلم، پنسیلوانیا
- ۲۰۱۶ - شوری خاموش
- ۲۰۱۷ - تنها پسر زنده در نیویورک
- ۲۰۱۸ - قسمتی از شیشه

### تلویزیونی
- ۱۹۸۹ - ایکوالایزر (مجموعه تلویزیونی)
- ۱۹۹۶ - نسخه اولیه
- ۱۹۹۸–۲۰۰۴ - سکس و شهر
- ۲۰۰۵ - بخش فوریت‌های پزشکی (مجموعه تلویزیونی)
- ۲۰۰۵ - النور روزولت
- ۲۰۰۵ - دکتر هاوس
- ۲۰۱۲ - ۳۰ راک
- ۲۰۱۴ - هانیبال (مجموعه تلویزیونی)

## جوایز
وی دو جایزه انجمن بازیگران فیلم، دو جایزه امی، یک جایزه تونی، یک جایزه گرمی و یک جایزه رسانه‌ای گلد برنده شده است.